# Gouaix
Gouaix [ɡwɛ]  est une commune française située dans le département de Seine-et-Marne en région Île-de-France.

## Géographie

### Localisation
La commune est située à environ 10,2 kilomètres au sud de Provins.

### Communes limitrophes
|            | Soisy-Bouy              |                 |
| Chalmaison | Gouaix                  | Hermé           |
| Everly     | Jaulnes Grisy-sur-Seine | Noyen-sur-Seine |

### Géologie et relief
La commune est classée en zone de sismicité 1, correspondant à une sismicité très faible. L'altitude varie de 54 mètres à 162 mètres pour le point le plus haut , le centre du bourg se situant à environ 76 mètres d'altitude (mairie). Le nord de la commune fait partie de la plaine cultivée du Montois, le sud de la plaine alluviale boisée et marécageuse de la Bassée.

### Hydrographie

#### Réseau hydrographique

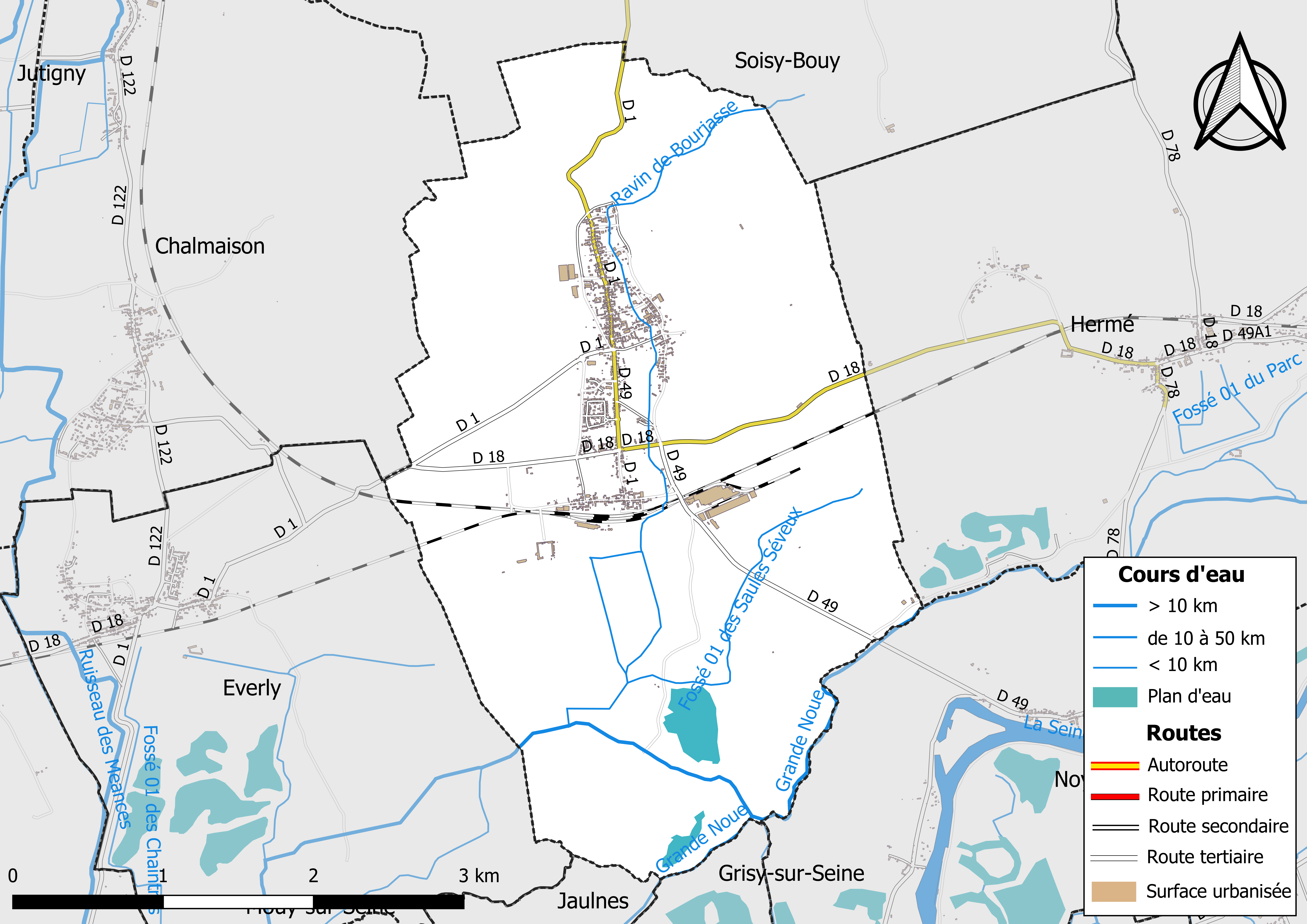
Carte des réseaux hydrographique et routier de Gouaix.

Le réseau hydrographique de la commune se compose de six cours d'eau référencés :
- la Grande Noue d'Hermé, longue de 21,61 km[3] ;
  - le ravin de Bourjasse, cours d'eau naturel et canal de 6,10 km[4], affluent de la  Grande Noue d'Hermé ;
- la Grande Noue ou Grande Noue d'Euvry, en limite sud-est de la commune, 8,79 km[5], affluent de la Seine ;
- le fossé 01 de la Ferme d'Isle, canal non navigable de 1,95 km[6], qui conflue avec la Seine ;
- le fossé 01 des Saules Séveux, 2,55 km[7] ;
- le fossé 10 du Marais, 0,94 km[8].

La longueur totale des cours d'eau sur la commune est de 12,65 km.

#### Gestion des cours d'eau
Afin d’atteindre le bon état des eaux imposé par la Directive-cadre sur l'eau du 23 octobre 2000, plusieurs outils de gestion intégrée s’articulent à différentes échelles : le SDAGE, à l’échelle du bassin hydrographique, et le SAGE, à l’échelle locale. Ce dernier fixe les objectifs généraux d’utilisation, de mise en valeur et de protection quantitative et qualitative des ressources en eau superficielle et souterraine. Le département de Seine-et-Marne est couvert par six SAGE, au sein du bassin Seine-Normandie.
La commune fait partie du SAGE « Bassée Voulzie », en cours d'élaboration en décembre 2020. Le territoire de ce SAGE concerne 144 communes dont 73 en Seine-et-Marne, 50 dans l'Aube, 15 dans la Marne et 6 dans l'Yonne, pour une superficie de 1 710 km2,. Le pilotage et l’animation du SAGE sont assurés par Syndicat Mixte Ouvert de l’eau potable, de l’assainissement collectif, de l’assainissement non collectif, des milieux aquatiques et de la démoustication (SDDEA), qualifié de « structure porteuse ».

### Climat
Pour des articles plus généraux, voir Climat de l'Île-de-France et Climat de Seine-et-Marne.
En 2010, le climat de la commune est de type climat océanique dégradé des plaines du Centre et du Nord, selon une étude du CNRS s'appuyant sur une série de données couvrant la période 1971-2000. En 2020, Météo-France publie une typologie des climats de la France métropolitaine dans laquelle la commune est exposée à un climat océanique altéré et est dans la région climatique Nord-est du bassin Parisien, caractérisée par un ensoleillement médiocre, une pluviométrie moyenne régulièrement répartie au cours de l’année et un hiver froid (3 °C).
Pour la période 1971-2000, la température annuelle moyenne est de 10,9 °C, avec une amplitude thermique annuelle de 15,2 °C. Le cumul annuel moyen de précipitations est de 732 mm, avec 11,2 jours de précipitations en janvier et 7,7 jours en juillet. Pour la période 1991-2020, la température moyenne annuelle observée sur la station météorologique la plus proche, située sur la commune de Voulton à 15 km à vol d'oiseau, est de 11,3 °C et le cumul annuel moyen de précipitations est de 740,8 mm,. Pour l'avenir, les paramètres climatiques de la commune estimés pour 2050 selon différents scénarios d'émission de gaz à effet de serre sont consultables sur un site dédié publié par Météo-France en novembre 2022.

### Milieux naturels et biodiversité

#### Espaces protégés
La protection réglementaire est le mode d’intervention le plus fort pour préserver des espaces naturels remarquables et leur biodiversité associée,.
Un  espace protégé est présent sur la commune : 
la réserve naturelle nationale de « La Bassée », d'une superficie de 867 ha, la plus grande d’Île de France. Elle englobe une mosaïque de milieux, étroitement liés à la dynamique de la Seine et des noues, qui abrite un patrimoine naturel d'exception,.

#### Réseau Natura 2000

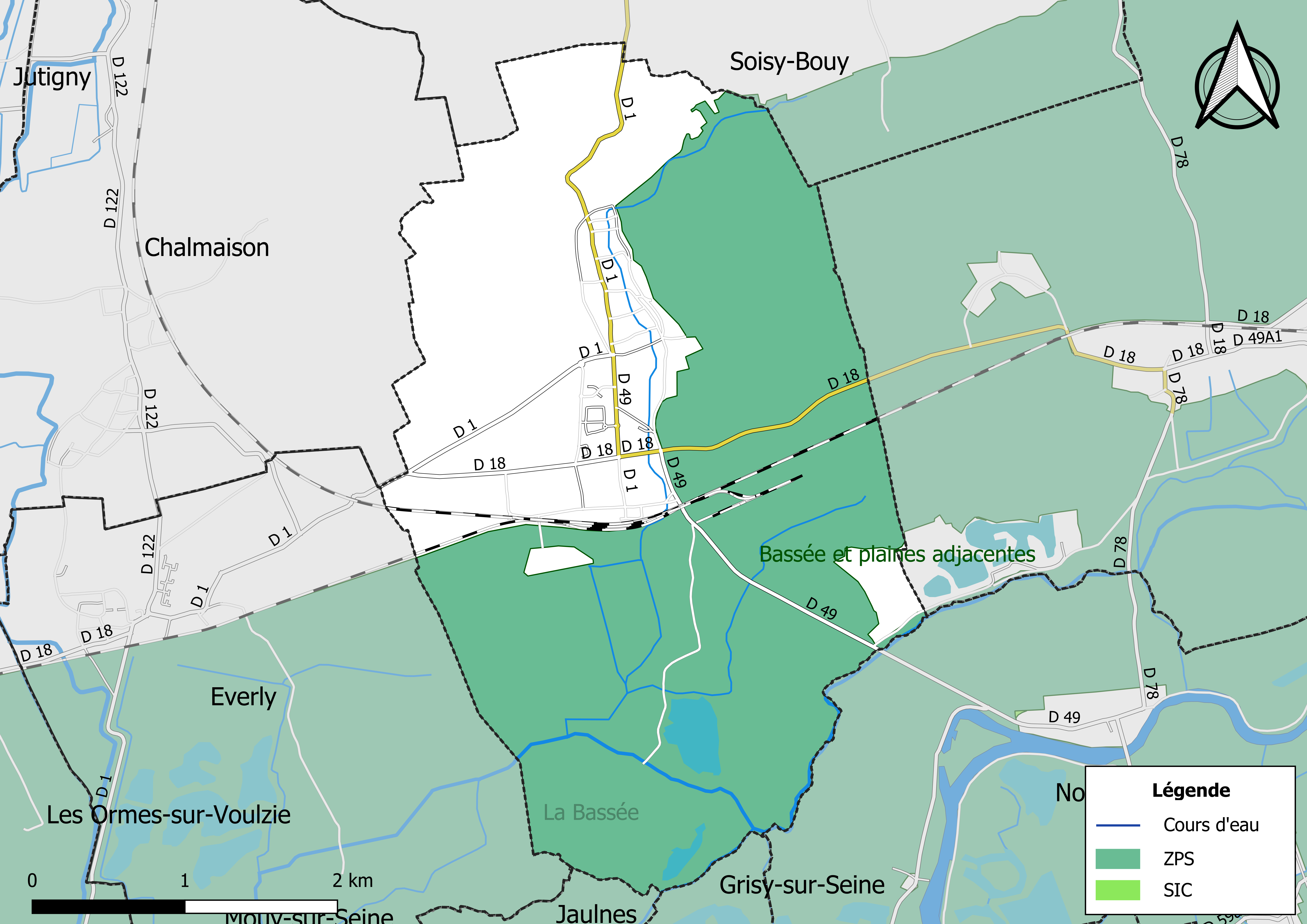
Sites Natura 2000 sur le territoire communal.

Le réseau Natura 2000 est un réseau écologique européen de sites naturels d’intérêt écologique élaboré à partir des Directives « Habitats » et « Oiseaux ». Ce réseau est constitué de Zones spéciales de conservation (ZSC) et de Zones de protection spéciale (ZPS). Dans les zones de ce réseau, les États Membres s'engagent à maintenir dans un état de conservation favorable les types d'habitats et d'espèces concernés, par le biais de mesures réglementaires, administratives ou contractuelles.
Un site Natura 2000 a été défini sur la commune au titre de la « directive Habitats », : 
- la « Bassée », d'une superficie de 1 403 ha, une vaste plaine alluviale de la Seine. Elle abrite la plus grande et l’une des dernières forêts alluviales du Bassin parisien ainsi qu’un ensemble relictuel de prairies humides[25],[26] ;

et un  au titre de la « directive Oiseaux » :  
- la « Bassée et plaines adjacentes », d'une superficie de 27 643 ha, une vaste plaine alluviale de la Seine bordée par un coteau marqué au nord et par un plateau agricole au sud. Elle abrite une importante diversité de milieux qui conditionnent la présence d’une avifaune très riche[27],[28].

#### Zones naturelles d'intérêt écologique, faunistique et floristique
L’inventaire des zones naturelles d'intérêt écologique, faunistique et floristique (ZNIEFF) a pour objectif de réaliser une couverture des zones les plus intéressantes sur le plan écologique, essentiellement dans la perspective d’améliorer la connaissance du patrimoine naturel national et de fournir aux différents décideurs un outil d’aide à la prise en compte de l’environnement dans l’aménagement du territoire.
Le territoire communal de Gouaix comprend deux ZNIEFF de type 1,,, 
la « La Pature du Mée » (70,02 ha), couvrant 2 communes du département ;
et la « Reserve de la Bassée et Abords » (1 062,13 ha), couvrant 8 communes du département
et deux ZNIEFF de type 2, : 
- la « Forêt de Sourdun » (1 744 ha), couvrant 7 communes du département[32] ;
- la « vallée de la Seine entre Montereau et Melz-sur-Seine (Bassee) » (14 216,75 ha), couvrant 26 communes du département[33].

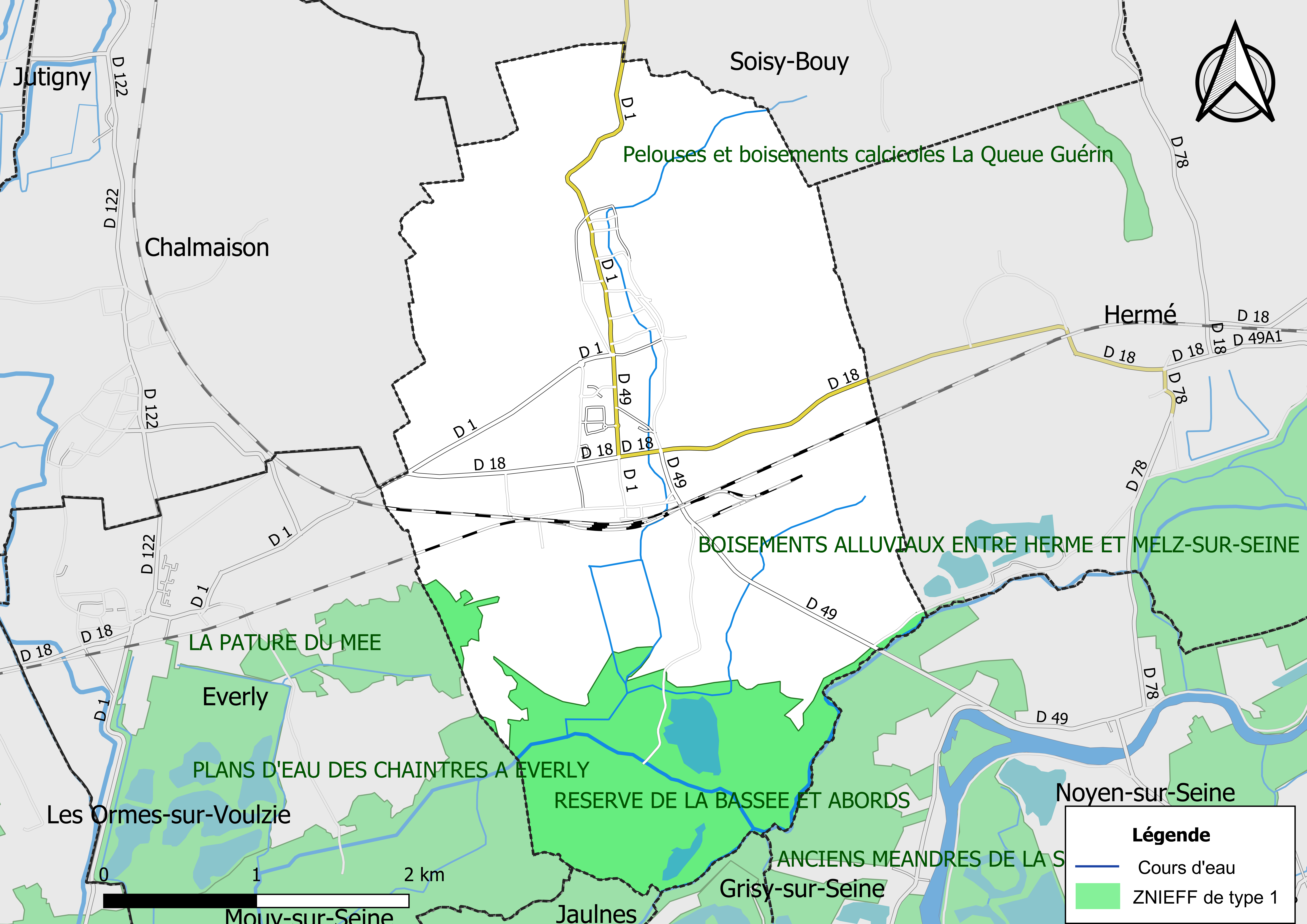
Carte des ZNIEFF de type 1 de la commune.
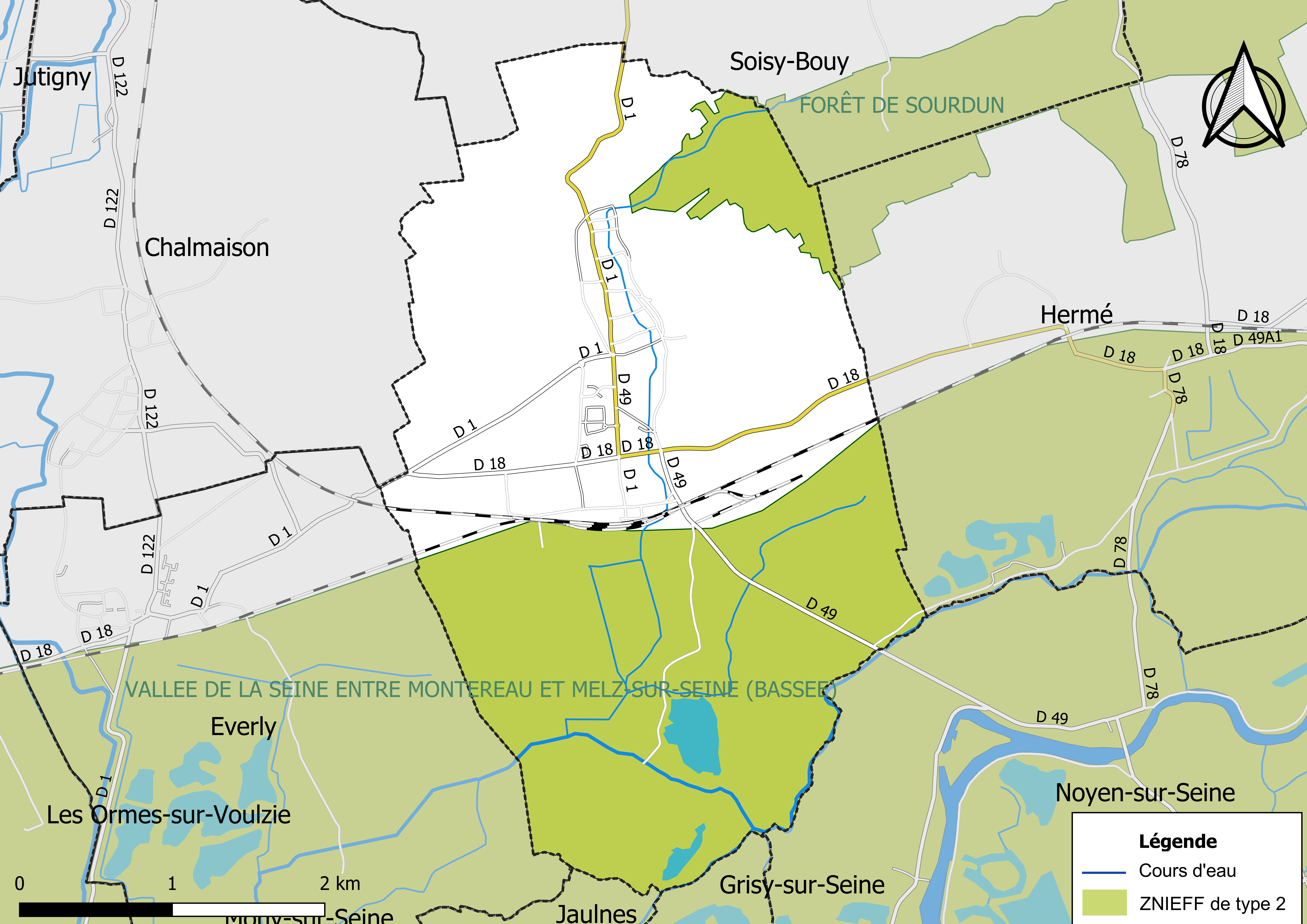
Carte des ZNIEFF de type 2 de la commune.

## Urbanisme

### Typologie
Au 1er janvier 2024, Gouaix est catégorisée bourg rural, selon la nouvelle grille communale de densité à sept niveaux définie par l'Insee en 2022.
Elle est située hors unité urbaine. Par ailleurs la commune fait partie de l'aire d'attraction de Paris, dont elle est une commune de la couronne,. Cette aire regroupe 1 929 communes,.

### Lieux-dits et écarts
La commune compte 121 lieux-dits administratifs répertoriés consultables ici (source : le fichier Fantoir) dont Flamboin.

### Occupation des sols
L'occupation des sols de la commune, telle qu'elle ressort de la base de données européenne d’occupation biophysique des sols Corine Land Cover (CLC), est marquée par l'importance des territoires agricoles (58,4 % en 2018), une proportion sensiblement équivalente à celle de 1990 (59,1 %). La répartition détaillée en 2018 est la suivante : 
terres arables (58,3% ), forêts (27,3% ), zones urbanisées (9% ), eaux continentales (5,2% ), zones agricoles hétérogènes (0,1 %).
Parallèlement, L'Institut Paris Région, agence d'urbanisme de la région Île-de-France, a mis en place un inventaire numérique de l'occupation du sol de l'Île-de-France, dénommé le MOS (Mode d'occupation du sol), actualisé régulièrement depuis sa première édition en 1982. Réalisé à partir de photos aériennes, le Mos distingue les espaces naturels, agricoles et forestiers mais aussi les espaces urbains (habitat, infrastructures, équipements, activités économiques, etc.) selon une classification pouvant aller jusqu'à 81 postes, différente de celle de Corine Land Cover,,. L'Institut met également à disposition des outils permettant de visualiser par photo aérienne l'évolution de l'occupation des sols de la commune entre 1949 et 2018.

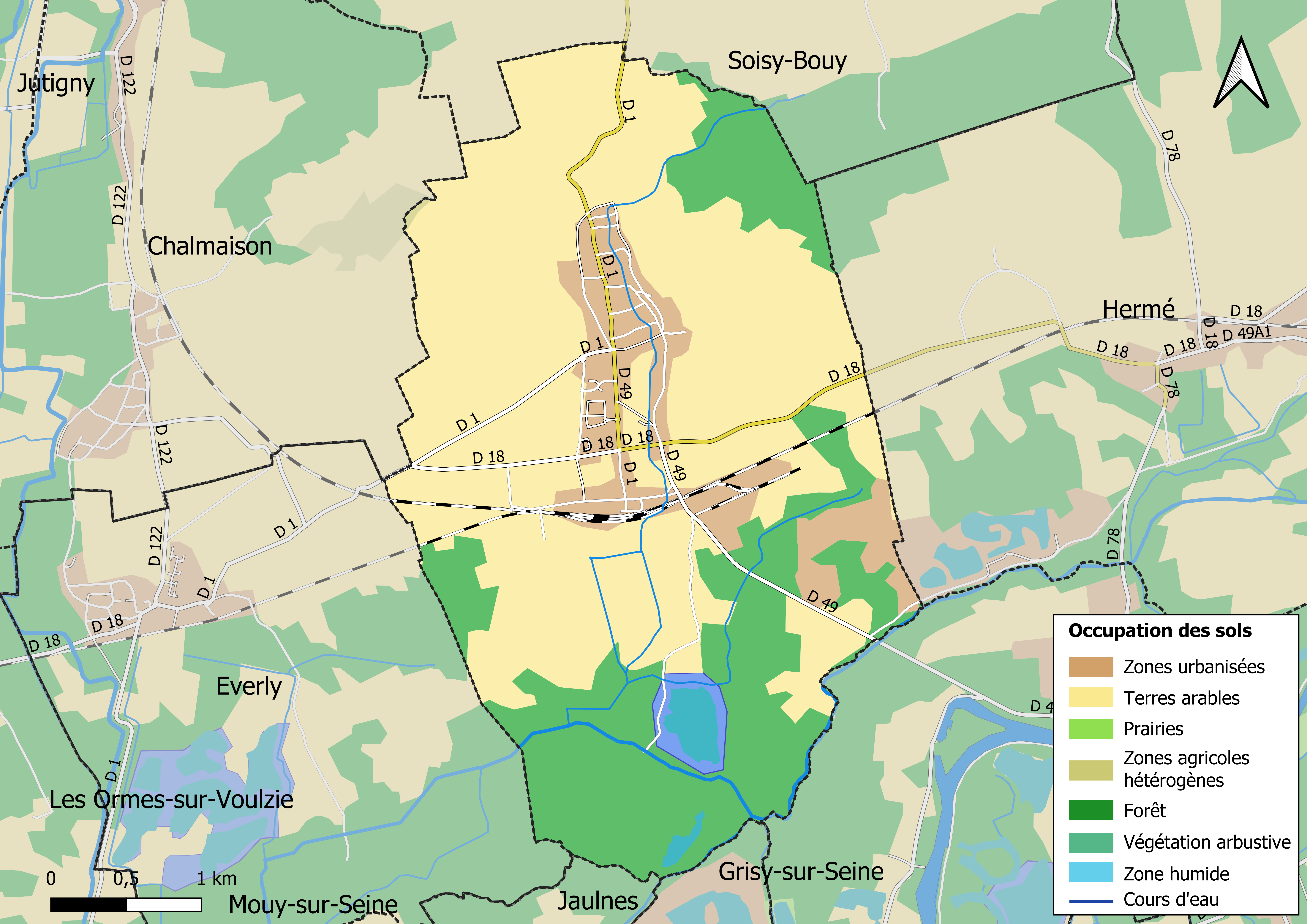
Carte des infrastructures et de l'occupation des sols en 2018 (CLC) de la commune.
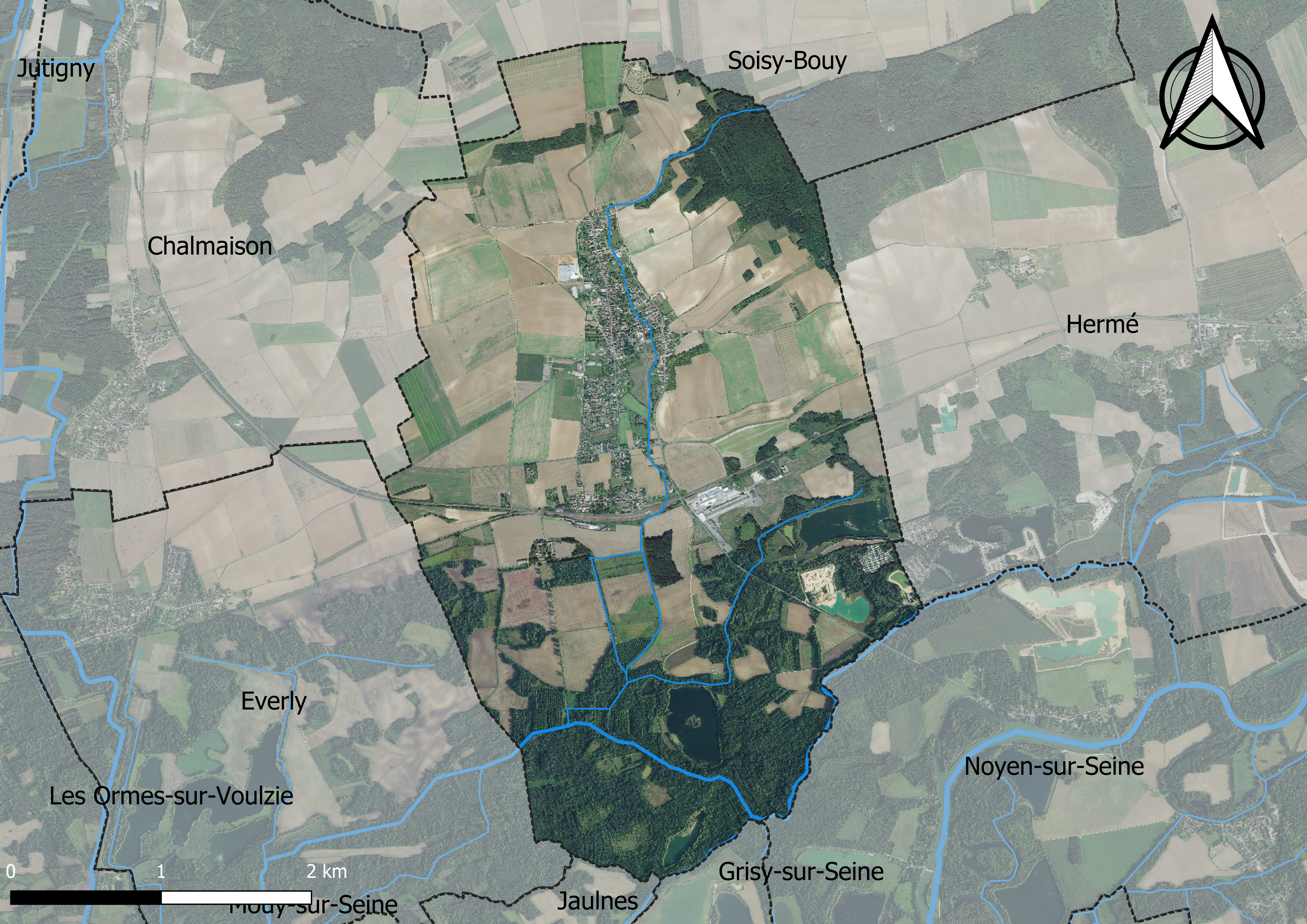
Carte orhophotogrammétrique de la commune.

### Planification
La loi SRU du 13 décembre 2000 a incité les communes à se regrouper au sein d’un établissement public, pour déterminer les partis d’aménagement de l’espace au sein d’un SCoT, un document d’orientation stratégique des politiques publiques à une grande échelle et à un horizon de 20 ans et s'imposant aux documents d'urbanisme locaux, les PLU (Plan local d'urbanisme). La commune est dans le territoire du SCOT Grand Provinois, dont le projet a été arrêté le 29 janvier 2020, porté par le syndicat mixte d’études et de programmation (SMEP) du Grand Provinois, qui regroupe les Communautés de Communes du Provinois et de Bassée-Montois, soit 82 communes.
La commune disposait en 2019 d'un plan local d'urbanisme en révision. Le zonage réglementaire et le règlement associé peuvent être consultés sur le Géoportail de l'urbanisme.

### Logement
En 2016, le nombre total de logements dans la commune était de 725 dont 78,1 % de maisons et 10,1 % d'appartements.
Parmi ces logements, 74,6 % étaient des résidences principales, 14,3 % des résidences secondaires et 11,1 % des logements vacants.
La part des ménages fiscaux propriétaires de leur résidence principale s'élevait à 76,8 % contre 21,2 % de locataires dont, 2 % de logements HLM loués vides (logements sociaux) et, 2 % logés gratuitement.

### Voies de communication et transports

#### Transports
- Réseau de bus Provinois - Brie et Seine lignes 3203, 3211 et 3257.
- La ligne de Flamboin-Gouaix à Montereau qui a été restaurée en 2011 pour le passage de trains de fret (granulats et éventuellement céréales) commence au hameau de Flamboin au sud de la commune.

## Toponymie
Le nom de la localité est mentionné sous les formes H. de Goveio en 1144 ; Govesium en 1176 ; Gauvois vers 1222 (Livre des vassaux) ; Gouais en 1227 ; Gouesium en 1233 ; In parrochia de Gouesio en 1246 ; Gouvoil en 1247 ; Gouvois en 1259 ; Gouoies, Gouvoies et Guuoois vers 1265 ; Gouai en 1272 ; Gouyacum en 1288 ; Gouoix en 1293 ; Gevoes (Obit. H.-D. Provins) et Census de Gouviuz au  XIIIe siècle ; Gouves, en 1399 ; C. de Govesio au  XIVe siècle ; Goix en 1567 ; Gouys et Gouaix au  XVIe siècle ; Goix près Provins en  1742.
Du latin govesium, cépage de vigne à vin(le cépage a donné Gouaix).

Sur le versant de la vallée, dans les champs, il ne reste rien de la viticulture qui a disparu à la fin du XIXe siècle, si ce n'est dans la toponymie et dans l'habitat qui conserve des caves.

## Politique et administration

### Liste des maires
| Période                                  | Période      | Identité              | Étiquette                  | Qualité     |
| ---------------------------------------- | ------------ | --------------------- | -------------------------- | ----------- |
| Les données manquantes sont à compléter. |              |                       |                            |             |
| 1948                                     | 1989         | André Millard         | DVG                        |             |
| 1989                                     | 1995         | André Gilbert Millard | DVD                        |             |
| 1995                                     | 2007         | Maurice Delaire       |                            | Agriculteur |
| février 2007                             | février 2013 | Josette Sammels       |                            |             |
| avril 2013                               | mars 2014    | Philippe Boucharin    |                            | Retraité    |
| mars 2014                                | En cours     | Jean-Paul Fenot       | Parti socialiste puis LREM | Médecin     |

## Équipements et services

### Eau et assainissement
L’organisation de la distribution de l’eau potable, de la collecte et du traitement des eaux usées et pluviales relève des communes. La loi NOTRe de 2015 a accru le rôle des EPCI à fiscalité propre en leur transférant cette compétence. Ce transfert devait en principe être effectif au 1er janvier 2020, mais la loi Ferrand-Fesneau du 3 août 2018 a introduit la possibilité d’un report de ce transfert au 1er janvier 2026,.

#### Assainissement des eaux usées
En 2020, la commune de Gouaix gère le service d’assainissement collectif (collecte, transport et dépollution) en régie directe, c’est-à-dire avec ses propres personnels.
L’assainissement non collectif (ANC) désigne les installations individuelles de traitement des eaux domestiques qui ne sont pas desservies par un réseau public de collecte des eaux usées et qui doivent en conséquence traiter elles-mêmes leurs eaux usées avant de les rejeter dans le milieu naturel. La communauté de communes de la Bassée - Montois (CCBM) assure pour le compte de la commune le service public d'assainissement non collectif (SPANC), qui a pour mission de vérifier la bonne exécution des travaux de réalisation et de réhabilitation, ainsi que le bon fonctionnement et l’entretien des installations,.

#### Eau potable
En 2020, l'alimentation en eau potable est assurée par la commune qui en a délégué la gestion à l'entreprise Suez, dont le contrat expire le 31 mars 2020,.

## Population et société

### Démographie
L'évolution du nombre d'habitants est connue à travers les recensements de la population effectués dans la commune depuis 1793. Pour les communes de moins de 10 000 habitants, une enquête de recensement portant sur toute la population est réalisée tous les cinq ans, les populations de référence des années intermédiaires étant quant à elles estimées par interpolation ou extrapolation. Pour la commune, le premier recensement exhaustif entrant dans le cadre du nouveau dispositif a été réalisé en 2005.

En 2022, la commune comptait 1 320 habitants, en évolution de −10,69 % par rapport à 2016 (Seine-et-Marne : +3,92 %, France hors Mayotte : +2,11 %).
| 1793 | 1800 | 1806 | 1821 | 1831  | 1836  | 1841 | 1846 | 1851 |
| ---- | ---- | ---- | ---- | ----- | ----- | ---- | ---- | ---- |
| 944  | 906  | 969  | 982  | 1 064 | 1 000 | 975  | 972  | 973  |

| 1856  | 1861  | 1866  | 1872  | 1876  | 1881  | 1886 | 1891 | 1896 |
| ----- | ----- | ----- | ----- | ----- | ----- | ---- | ---- | ---- |
| 1 018 | 1 037 | 1 057 | 1 002 | 1 005 | 1 000 | 961  | 913  | 926  |

| 1901  | 1906  | 1911  | 1921 | 1926 | 1931 | 1936 | 1946 | 1954 |
| ----- | ----- | ----- | ---- | ---- | ---- | ---- | ---- | ---- |
| 1 005 | 1 032 | 1 020 | 874  | 894  | 965  | 878  | 820  | 814  |

| 1962 | 1968  | 1975  | 1982  | 1990  | 1999  | 2005  | 2006  | 2010  |
| ---- | ----- | ----- | ----- | ----- | ----- | ----- | ----- | ----- |
| 759  | 1 020 | 1 077 | 1 205 | 1 085 | 1 393 | 1 438 | 1 428 | 1 452 |

| 2015  | 2020  | 2022  | - | - | - | - | - | - |
| ----- | ----- | ----- | - | - | - | - | - | - |
| 1 466 | 1 361 | 1 320 | - | - | - | - | - | - |

### Sports
- gymnase
- stade de foot
- stade de rugby

### Enseignement
Gouaix dispose de :
- l’école maternelle située 10 avenue de la Gare . Cet établissement public, inscrit sous le code UAI (Unité administrative immatriculée) : 0771777N, comprend 60 élèves  (chiffre du Ministère de l'Éducation nationale)[72]. Il ne dispose pas d’un restaurant scolaire.
- l’école élémentaire située 3 Grande rue . Cet établissement public, inscrit sous le code UAI : 0771463X, comprend 111 élèves[73]. Il ne dispose pas d’un restaurant scolaire.

La commune dépend de l'Académie de Créteil ; pour le calendrier des vacances scolaires, Gouaix est en zone C.

## Économie

### Revenus de la population et fiscalité
En 2017, le nombre de ménages fiscaux de la commune était de 536, représentant 1 433 personnes et la  médiane du revenu disponible par unité de consommation  de 20 370 euros.

### Emploi
En 2017 , le nombre total d’emplois dans la zone était de 228, occupant 606 actifs  résidants.
Le taux d'activité de la population (actifs ayant un emploi) âgée de 15 à 64 ans s'élevait à 64 % contre un taux de chômage de 11,1 %.
Les 24,8 % d’inactifs se répartissent de la façon suivante : 10,3 % d’étudiants et stagiaires non rémunérés, 6,9 % de retraités ou préretraités et 7,6 % pour les autres inactifs.

### Entreprises et commerces
En 2015, le nombre d'établissements actifs était de 96 dont 9 dans l'agriculture-sylviculture-pêche, 6 dans l’industrie, 22 dans la construction, 50 dans le commerce-transports-services divers et 9  étaient relatifs au secteur administratif.
Ces établissements ont pourvu 103 postes salariés.
- Exploitation de carrières d'argile et de sablières.
- Culture de céréales, de la betterave, et horticulture.
- Usine d'engrais

### Secteurs d'activité

#### Agriculture
Gouaix est dans la petite région agricole dénommée la « Bassée » ou « Basse Seine », au sud-est du département. En 2010, l'orientation technico-économique de l'agriculture sur la commune est la culture de céréales et d'oléoprotéagineux (COP).
Si la productivité agricole de la Seine-et-Marne se situe dans le peloton de tête des départements français, le département enregistre un double phénomène de disparition des terres cultivables (près de 2 000 ha par an dans les années 1980, moins dans les années 2000) et de réduction d'environ 30 % du nombre d'agriculteurs dans les années 2010. Cette tendance se retrouve au niveau de la commune où le nombre d’exploitations est passé de 12 en 1988 à 7 en 2010. Parallèlement, la taille de ces exploitations augmente, passant de 65 ha en 1988 à 147 ha en 2010.
Le tableau ci-dessous présente les principales caractéristiques des exploitations agricoles de Gouaix, observées sur une période de 22 ans : 
|                                      | 1988 | 2000  | 2010  |
| ------------------------------------ | ---- | ----- | ----- |
| Dimension économique,                |      |       |       |
| Nombre d’exploitations (u)           | 12   | 11    | 7     |
| Travail (UTA)                        | 14   | 18    | 10    |
| Surface agricole utilisée (ha)       | 778  | 1 085 | 1 032 |
| Cultures                             |      |       |       |
| Terres labourables (ha)              | 776  | 1 082 | 1 032 |
| Céréales (ha)                        | 575  | 737   | 656   |
| dont blé tendre (ha)                 | 292  | 424   | s     |
| dont maïs-grain et maïs-semence (ha) | 153  | 92    | s     |
| Tournesol (ha)                       | 76   | s     | s     |
| Colza et navette (ha)                | 74   | s     | 166   |
| Élevage                              |      |       |       |
| Cheptel (UGBTA)                      | 39   | 0     | 0     |

## Culture locale et patrimoine

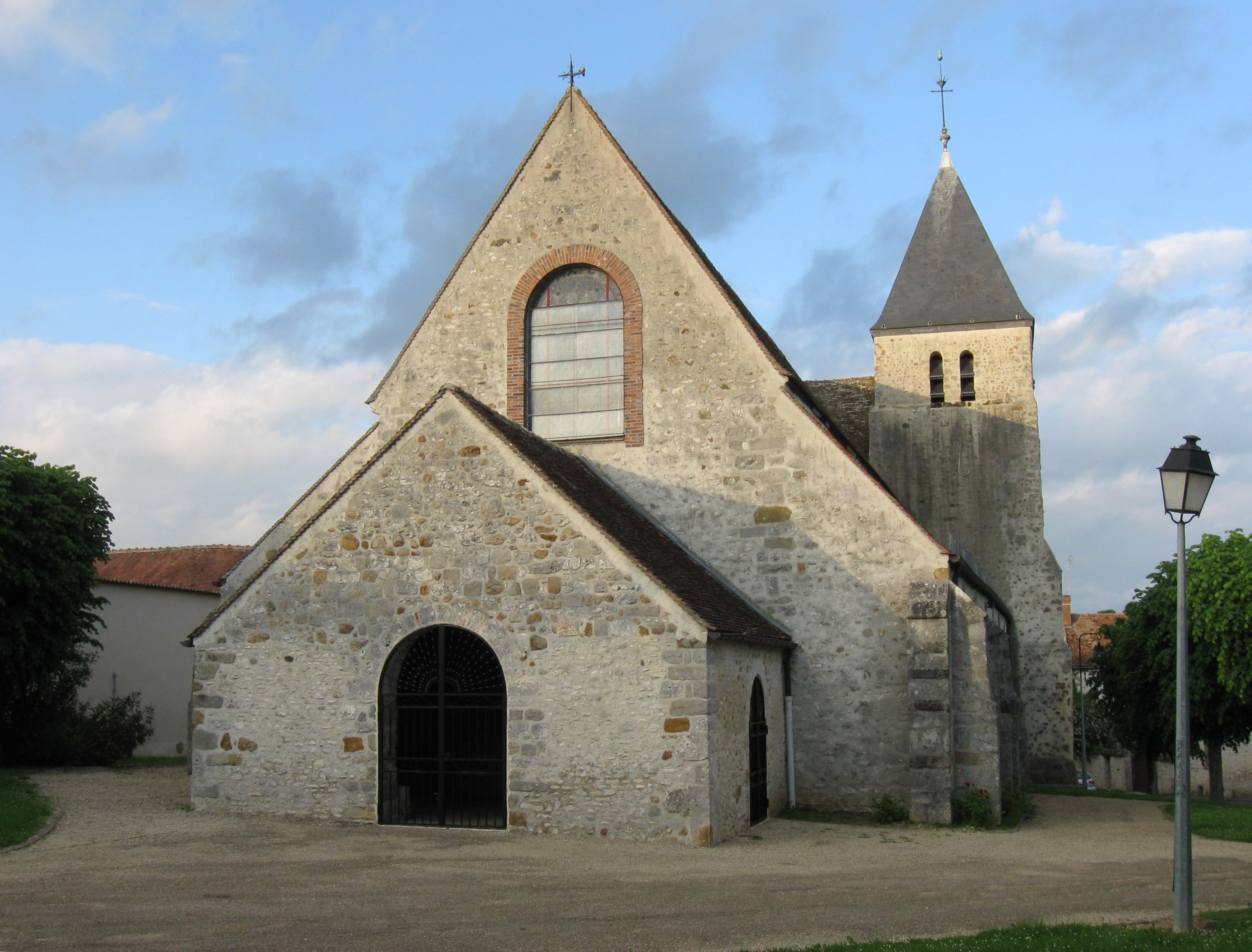
L'église Saint-Savinien-et-Saint-Potentien.

### Lieux et monuments
- L'ancien château de Flamboin dont il ne reste plus que le pavillon d'entrée est inscrit au titre des monuments historiques[80].

Il est composé d'une poterne d'entrée encadrée de deux tours carrées début XVIIe siècle.
Le parc du château daterait du troisième quart du XVIe siècle.
Les statues en pierre sont du XIXe siècle.
Des souterrains auraient permis de rejoindre la grange aux dîmes (à Provins).
Selon la légende, Henri IV y aurait passé une nuit avec Gabrielle d'Estrée.
- L'église Saint-Savinien-et-Saint-Potentien du XIIIe siècle fut incendiée au cours des guerres de religion et restaurée aux XVIe siècle, XVIIe siècle et XVIIIe siècle.

Cette église a trois nefs[réf. nécessaire], un retable d'autel du XVIIIe siècle encadré de deux statues de bois XVIIIe siècle, une chapelle latérale sud à voûte peinte XVIIe siècle, et des statues de bois XVIIIe siècle.
- L'ancienne gare de Flamboin.

### Cinéma
La scène des toilettes du film La Guerre des boutons a été tournée dans la gare de Flamboin.